# Маунт Проспект (Илиноис)
Маунт Проспект (енгл. Mount Prospect) град је у америчкој савезној држави Илиноис.

## Демографија
По попису из 2010. године број становника је 54.167, што је 2.098 (-3,7%) становника мање него 2000. године.
| Група             | 2000.          | 2010.          |
| Белци             | 41.548 (73,8%) | 37.355 (69,0%) |
| Афроамериканци    | 1.026 (1,8%)   | 1.282 (2,4%)   |
| Азијати           | 6.292 (11,2%)  | 6.339 (11,7%)  |
| Хиспаноамериканци | 6.620 (11,8%)  | 8.408 (15,5%)  |
| Укупно            | 56.265         | 54.167         |